# Application linéaire

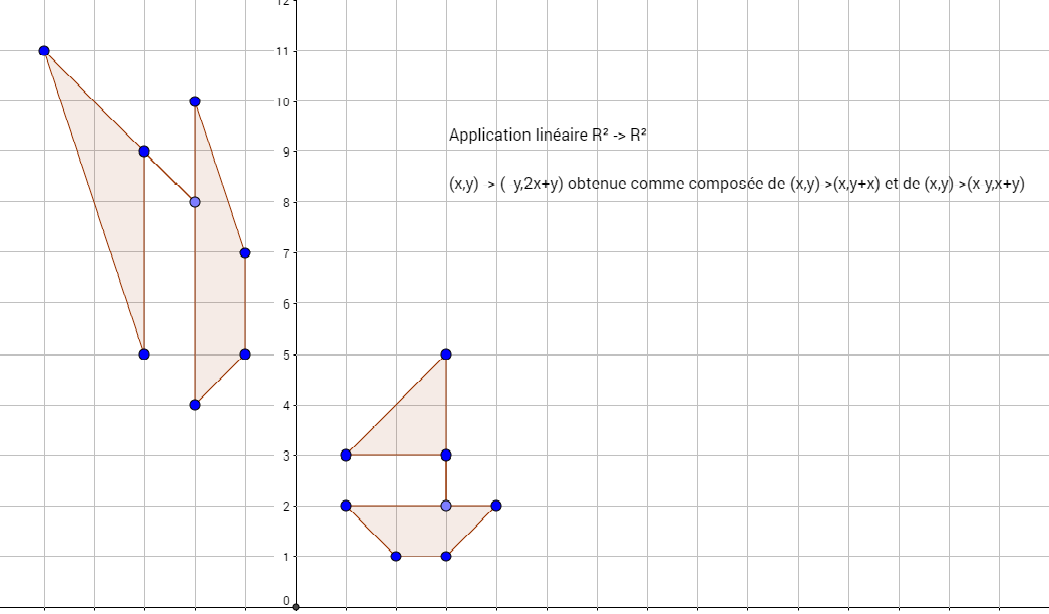
Une figure géométrique et son image par une application linéaire (composée d’une similitude et d’une transvection)

En mathématiques, une application linéaire (aussi appelée opérateur linéaire ou transformation linéaire,) est une application entre deux espaces vectoriels qui respecte l'addition des vecteurs et la multiplication scalaire, et préserve ainsi plus généralement les combinaisons linéaires,. L’expression peut s’utiliser aussi pour un morphisme entre deux modules sur un anneau, avec une présentation semblable en dehors des notions de base et de dimension.
Cette notion étend celle de fonction linéaire en analyse réelle à des espaces vectoriels plus généraux.

## Définitions

### Cas général
Soient E et F deux espaces vectoriels sur un corps K. Une application f : E → F est dite K-linéaire, (ou « morphisme de K-espaces vectoriels ») si elle vérifie à la fois
additivité
{\displaystyle \forall (x,y)\in E^{2},\quad f(x+y)=f(x)+f(y)}
homogénéité
{\displaystyle \forall \lambda \in \mathbb {K} \quad \forall x\in E,\quad f(\lambda x)=\lambda f(x)}.
Ces deux propriétés peuvent être vérifiées simultanément par la caractérisation suivante :
{\displaystyle \forall (x,y)\in E^{2}\quad \forall \lambda ,\mu \in \mathbf {K} \quad f(\lambda x+\mu y)=\lambda f(x)+\mu f(y)}
ou plus simplement :
{\displaystyle \forall (x,y)\in E^{2}\quad \forall \mu \in \mathbf {K} \quad f(x+\mu y)=f(x)+\mu f(y)}.
De façon équivalente, une application f : E → F est linéaire si et seulement si son graphe est un sous-espace vectoriel de E × F.
L'ensemble des applications linéaires de E dans F est généralement noté L(E, F) ou  LK(E ; F) voire HomK(E, F), avec un indice souvent omis et implicite lorsqu'il est facile à dériver du contexte.

### Cas particuliers
- Un isomorphisme[9] d'espaces vectoriels est un morphisme bijectif. On note Isom(E, F) l'ensemble des isomorphismes de E sur F ;
- Un endomorphisme est un morphisme ayant même espace vectoriel de départ et d'arrivée. On note L(E) l'ensemble L(E, E) des endomorphismes de E ;
- Un automorphisme est un endomorphisme bijectif. On note GL(E) le groupe des automorphismes de E (appelé aussi le groupe linéaire de E) ;
- Si l'espace vectoriel d'arrivée est le corps K, on parle de forme linéaire. On note E* l'ensemble des formes linéaires sur E (appelé aussi espace dual de E).

## Exemples et contre-exemples
Étant donné un espace vectoriel E sur un corps K, toute famille de scalaires (a1, … , an) ∈ Kn définit une application linéaire
{\displaystyle (x_{1},\dots ,x_{n})\mapsto \sum _{k=1}^{n}a_{k}x_{k}} de l’ensemble En des n-uplets de vecteurs vers E.
En particulier, toute homothétie vectorielle x ↦ a.x est linéaire.
Sur l’ensemble {\displaystyle {\mathcal {D}}^{1}(I,\mathbb {R} )} des fonctions réelles dérivables sur un intervalle I, la dérivation {\displaystyle u\mapsto u'} constitue une application linéaire vers l’ensemble des fonctions réelles.
La conjugaison {\displaystyle z\mapsto {\overline {z}}} dans l’ensemble C des nombres complexes est une application R-linéaire mais pas C-linéaire.
La composition à droite f ↦ f ∘ g définit une application linéaire, mais en général pas la composition à gauche f ↦ h ∘ f.
L’intégration de fonction, l’évaluation en un point, f ↦ f(a) et les limites éventuelles sont aussi linéaires sur l’ensemble des fonctions pour lesquelles ces opérations sont définies.
Sur l’ensemble KN des suites à valeurs dans un corps K, le décalage (un) ↦ (un+1), la limite éventuelle et la construction de la série associée {\displaystyle (u_{n})\mapsto \left(\sum _{k=0}^{n}u_{k}\right)} sont linéaires également.
Sur l’ensemble des matrices, la multiplication à gauche et/ou à droite, la transposée et la trace sont linéaires.
L’espérance définit une application linéaire sur l’ensemble des variables aléatoires réelles qui en admettent une.
Toute application induite en homologie sur un corps est linéaire sur ce corps.

## Propriétés
Toute application linéaire préserve les combinaisons linéaires : pour toute famille finie (xi)i ∈ I de vecteurs et pour toute famille (λi)i ∈ I de scalaires (c'est-à-dire d'éléments de K),
{\displaystyle f\left(\sum _{i\in I}\lambda _{i}x_{i}\right)=\sum _{i\in I}\lambda _{i}f(x_{i})}.
- Soient E et F deux espaces vectoriels (respectivement deux modules) à gauche sur le corps (resp. l'anneau) K. L'ensemble L(E, F) des applications linéaires de E dans F est un espace vectoriel (resp. un module) sur le centre de K.

- La composée de deux applications linéaires est linéaire. Plus précisément :{\displaystyle \forall f\in \operatorname {L} (E,F)\quad \forall g\in \operatorname {L} (F,G)\quad g\circ f\in \operatorname {L} (E,G)}.En particulier, ∘ est une loi de composition interne sur L(E).
- La réciproque d’un isomorphisme est linéaire également.
- Si E est un K-espace vectoriel (resp. un K-module libre), une application linéaire f ∈ L(E, F) est entièrement déterminée par l'image par f d'une base de E. Plus précisément : pour toute base B de E, toute application de B dans F se prolonge de façon unique en une application linéaire de E dans F. Tout choix d'une base B de E fournit donc une bijection {\displaystyle \operatorname {L} (E,F)\to F^{B},f\mapsto f_{|B}}[10].

## Noyau et image
Si f est une application linéaire de E dans F, alors son noyau, noté Ker(f), et son image, notée Im(f), sont définis par :
{\displaystyle \operatorname {Ker} (f)=\{x\in E\mid f(x)=0\}=f^{-1}(\{0\})} ;
{\displaystyle \operatorname {Im} (f)=\{f(x)\mid x\in E\}=f(E)}.
Ker provient de Kern, traduction de « noyau » en allemand. Im provient de image.
Une application linéaire est injective si et seulement si son noyau est l'espace nul (c'est une propriété générale des morphismes de groupes). Une application (linéaire ou pas) est surjective si et seulement si son image est égale à son ensemble d'arrivée tout entier.
L'ensemble Ker(f) est un sous-espace vectoriel de E, et l'ensemble Im(f) est un sous-espace vectoriel de F. Plus généralement,
- l'image réciproque par f d'un sous-espace vectoriel de F est un sous-espace vectoriel de E ;
- l'image directe par f d'un sous-espace vectoriel de E est un sous-espace vectoriel de F.

Pour toute famille génératrice (ei)i ∈ I de E, Im(f) est le sous-espace de F engendré par la famille (f(ei))i ∈ I.
L'espace vectoriel quotient F/Im(f) s'appelle le conoyau de f.
Le théorème de factorisation affirme que f induit un isomorphisme du quotient E/Ker(f) sur l'image Im(f).
Tout ce qui précède reste valide si « espace vectoriel » est remplacé par « module », et « corps » par « anneau ». Ce qui suit, en revanche, est spécifique aux espaces vectoriels sur un corps :

## En dimension finie
- Si E est de dimension finie et si le corps K est commutatif, alors la dimension de L(E, F) est donnée par :{\displaystyle \dim(\operatorname {L} (E,F))=\dim(E)\times \dim(F)}[14].En particulier, si F est aussi de dimension finie, alors L(E, F) l'est également.
- Si E et F sont des espaces vectoriels de dimension finie (resp. des modules libres de type fini) à droite sur un corps (resp. un anneau) K, une application linéaire f de E dans F se représente par une matrice dans des bases fixées dans E et F. Cette représentation matricielle est commode pour calculer le noyau et l'image de f.

Deux espaces isomorphes ayant même dimension, il suit de l'isomorphisme ci-dessus la relation suivante (valable pour E et F de dimensions finies ou infinies), appelée théorème du rang :
La dimension de Im(f) est aussi appelée le rang de f et est notée rg(f).